# اکسل شوبرگ
اکسل شوبرگ (انگلیسی: Axel Sjöberg؛ زادهٔ ۸ مارس ۱۹۹۱) بازیکن فوتبال اهل سوئد است.
از باشگاه‌هایی که در آن بازی کرده‌است می‌توان به باشگاه فوتبال کلرادو رپیدز و سن آنتونیو اشاره کرد.